# Marie-Galante
Marie-Galante (tiếng Antilles Creole: Mawigalant) là một trong những hòn đảo hình thành nên Guadeloupe, một vùng và tỉnh hải ngoại của Pháp. Marie-Galante có diện tích đất là 158,1 km2 (61,0 dặm vuông). Nó có 11.528 cư dân vào đầu năm 2013, nhưng đến đầu năm 2018, tổng dân số được ước tính chính thức là 10.655, với mật độ dân số là 62,5/km2 (162/sq mi).

## Hành chính
Marie-Galante được chia thành 3 xã (với dân số tính đến ngày 1 tháng 1 năm 2013):
- Grand-Bourg[4] (5.564 người)
- Capesterre-de-Marie-Galante (3.389 người)
- Saint-Louis (2.575 người)

Ba xã này đã thành lập một thực thể liên xã vào năm 1994: Cộng đồng các xã Marie-Galante (tiếng Pháp: communauté de Communis de Marie-Galante). Đây là cơ cấu liên xã lâu đời nhất của các Vùng hải ngoại của Pháp.